# Raviola
Domingos André Sampaio Pacheco (Guimarães, 15 de fevereiro, 1984), mais conhecido como Reviola, é um futebolista de Portugal, que joga habitualmente como médio.
Actualmente joga ao serviço do Sport Clube de Freamunde.